# 아르헨티나 군사종합전투학교
아르헨티나 군사종합전투학교(Escuela Superior de Guerra)는 1900년 아르헨티나 부에노스아이레스주 마르델플라타에서 첫 개교되어 현재에 이르고 있는 육해공군 종합 군사학교이다. 1907년 부에노스아이레스에도 분교가 설치되어 현재에 이르고 있다.